# William West (attore)
William West (Wheeling, 1856 – New York, 9 dicembre 1915) è stato un attore statunitense.

## Biografia
Ha lavorato nella compagnia cinematografica Edison Studios.
Il figlio, Langdon West, divenne regista del cinema muto.

## Filmografia parziale
- The Rivals, regia di Edwin S. Porter (1907)
- The Strike at the Mines, regia di Edwin S. Porter - cortometraggio (1911)
- The Child and the Tramp, regia di Bannister Merwin - cortometraggio (1911)
- How the Hungry Man Was Fed - cortometraggio (1911)
- Captain Nell, regia di Edwin S. Porter - cortometraggio (1911)
- Hearts and Flags - cortometraggio (1911)
- A Thoroughbred, regia di J. Searle Dawley - cortometraggio (1911)
- The Star Spangled Banner, regia di J. Searle Dawley - cortometraggio (1911)
- The Price of a Man - cortometraggio (1911)
- The Minute Man, regia di Oscar C. Apfel - cortometraggio (1911)
- The New Church Carpet - cortometraggio (1911)
- Money to Burn, regia di Edwin S. Porter - cortometraggio (1911)
- The Stolen Dog - cortometraggio (1911)
- The Professor and the New Hat, regia di Bannister Merwin - cortometraggio (1911)
- The Declaration of Independence, regia di J. Searle Dawley - cortometraggio (1911)
- When the Sun Went Out - cortometraggio (1911)
- An Unknown Language - cortometraggio (1911)
- Eugene Wrayburn - cortometraggio (1911)
- Foul Play, regia di Oscar C. Apfel - cortometraggio (1911)
- Her Wedding Ring, regia di Bannister Merwin - cortometraggio (1911)
- Mike's Hero - cortometraggio (1911)
- The Rise and Fall of Weary Willie, regia di C. Jay Williams - cortometraggio (1911)
- Ludwig from Germany, regia di C. Jay Williams - cortometraggio (1911)
- The Living Peach, regia di C. Jay Williams - cortometraggio (1911)
- The Lure of the City, regia di Ashley Miller- cortometraggio (1911)
- How Sir Andrew Lost His Vote, regia di Ashley Miller - cortometraggio (1911)
- The Stuff That Dreams Are Made Of, regia di J. Searle Dawley - cortometraggio (1911)
- Uncle Hiram's List, regia di Oscar C. Apfel - cortometraggio (1911)
- Freezing Auntie - cortometraggio (1912)
- Von Weber's Last Waltz - cortometraggio (1912)
- Children Who Labor, regia di Ashley Miller - cortometraggio (1912)
- The Yarn of the Nancy Belle, regia di Ashley Miller - cortometraggio (1912)
- Two Knights in a Barroom, regia di C.J. Williams - cortometraggio (1912)
- Blinks and Jinks, Attorneys at Law, regia di C.J. Williams - cortometraggio (1912)
- Aunt Miranda's Cat, regia di C.J. Williams - cortometraggio (1912)
- The Sunset Gun, regia di Bannister Merwin - cortometraggio (1912)
- The Man Who Made Good, regia di James Searle Dawley - cortometraggio (1912)
- Martin Chuzzlewit, regia di Oscar Apfel e James Searle Dawley - cortometraggio (1912)
- How Father Accomplished His Work, regia di C.J. Williams - cortometraggio (1912)
- After Many Days - cortometraggio (1912)
- Revenge Is Sweet - cortometraggio (1912)
- More Precious Than Gold, regia di J. Searle Dawley - cortometraggio (1912)
- In His Father's Steps, regia di J. Searle Dawley - cortometraggio (1912)
- The Harbinger of Peace - cortometraggio (1912) The Harbinger of Peace - cortometraggio (1912)
- Mr. Pickwick's Predicament, regia di J. Searle Dawley - cortometraggio (1912)
- The Triangle - cortometraggio (1912)
- The Grandfather, regia di Harold M. Shaw - cortometraggio (1912)
- The Green-Eyed Monster - cortometraggio (1912)
- A Fresh Air Romance, regia di Harold M. Shaw - cortometraggio (1912)
- Romance of the Rails, regia di Harold M. Shaw - cortometraggio (1912)
- The Old Reporter, regia di Harold M. Shaw - cortometraggio (1912)
- Hope, a Red Cross Seal Story, regia di Charles Brabin (1912)
- The Winking Parson, regia di C.J. Williams - cortometraggio (1912)
- For Her , regia di Harold M. Shaw - cortometraggio (1912)
- It Is Never Too Late to Mend - regia di Charles M. Seay - cortometraggio (1913)
- At Bear Track Gulch, regia di Harold M. Shaw - cortometraggio (1913)
- The Mountaineers, regia di Charles J. Brabin - cortometraggio (1913)
- The Dancer, regia di Ashley Miller - cortometraggio (1913)
- Sally's Romance, regia di Ashley Miller - cortometraggio (1913)
- The Governess, regia di Walter Edwin - cortometraggio (1913)
- A Heroic Rescue, regia di Charles M. Seay - cortometraggio (1913)
- His Enemy, regia di Charles Brabin - cortometraggio (1913)
- The Will of the People, regia di George Lessey - cortometraggio (1913)
- A Will and a Way, regia di Charles Brabin - cortometraggio (1913)
- Kathleen Mavourneen, regia di Charles Brabin - cortometraggio (1913)
- Tea and Toast, regia di C. Jay Williams - cortometraggio (1913)
- The Elder Brother, regia di George Lessey - cortometraggio (1913)
- With the Eyes of the Blind, regia di Walter Edwin - cortometraggio (1913)
- The Inventor's Sketch, regia di George Lessey - cortometraggio (1913)
- Old Jim - cortometraggio (1913)
- The Man from the West - cortometraggio (1913)
- The Golden Wedding, regia di Herbert Prior - cortometraggio (1913)
- The Two Merchants, regia di Charles M. Seay - cortometraggio (1913)
- An Unwilling Separation, regia di George A. Lessey - cortometraggio (1913)
- Othello in Jonesville, regia di Charles M. Seay - cortometraggio (1913)
- Mary Stuart, regia di Walter Edwin - cortometraggio (1913)
- Scenes of Other Days, regia di Charles M. Seay - cortometraggio (1913)
- The Abbeville Court House, regia di Charles M. Seay - cortometraggio (1913)
- The Red Old Hills of Georgia, regia di Charles M. Seay - cortometraggio (1913)
- The Treasure of Captain Kidd, regia di Richard Ridgely - cortometraggio (1913)
- A Mutual Understanding, regia di George Lessey - cortometraggio (1913)
- The Awakening of a Man, regia di George Lessey - cortometraggio (1913)
- Caste, regia di C. Jay Williams - cortometraggio (1913)
- Why Girls Leave Home, regia di C. Jay Williams - cortometraggio (1913)
- A Short Life and a Merry One, regia di Charles H. France - cortometraggio (1913)
- Silas Marner, regia di Charles Brabin - cortometraggio (1913)
- The Vanishing Cracksman, regia di George Lessey - cortometraggio (1913)
- Within the Enemy's Lines - cortometraggio (1913)
- The Upward Way, regia di Ashley Miller - cortometraggio (1913)
- The Witness to the Will, regia di George A. Lessey - cortometraggio (1914)
- A Lonely Road, regia di Walter Edwin - cortometraggio (1914)
- The Active Life of Dolly of the Dailies, regia di Walter Edwin - serial (1914)
- How the Earth Was Carpeted, regia di Ashley Miller - cortometraggio (1914)
- A Treacherous Rival, regia di Preston Kendall e Bannister Merwin - cortometraggio (1914)
- The Powers of the Air - cortometraggio (1914)
- Comedy and Tragedy, regia di Walter Edwin - cortometraggio (1914)
- The Borrowed Finery - cortometraggio (1914)
- The Resurrection of Caleb Worth, regia di Ashley Miller - cortometraggio (1914)
- The Unopened Letter, regia di Preston Kendall - cortometraggio (1914)
- Frederick the Great, regia di Walter Edwin - cortometraggio (1914)
- The Tango in Tuckerville - cortometraggio (1914)
- The Hand of Horror - cortometraggio (1914)
- A Foolish Agreement, regia di Ashley Miller - cortometraggio (1914)
- The Shattered Tree, regia di Ben F. Wilson - cortometraggio (1914)
- The Adventure of the Absent-Minded Professor, regia di Charles M. Seay - cortometraggio (1914)
- Laddie, regia di George Lessey - cortometraggio (1914)
- The President's Special, regia di Charles Brabin - cortometraggio (1914)
- The Birth of the Star Spangled Banner, regia di George A. Lessey - cortometraggio (1914)
- Treasure Trove, regia di Ashley Miller - cortometraggio (1914)
- Grand Opera in Rubeville, regia di Ashley Miller - cortometraggio (1914)
- The Poisoned Bit, regia di Preston Kendall - cortometraggio (1914)
- Greater Love Hath No Man, regia di Richard Ridgely - cortometraggio (1914)
- On the Isle of Sarne, regia di Richard Ridgely - cortometraggio (1914)
- The Man in the Dark, regia di John H. Collins - cortometraggio (1914)
- The Heritage of Hamilton Cleek, regia di Ben F. Wilson - cortometraggio (1914)
- A Question of Identity, regia di Charles Brabin - cortometraggio (1914)
- His Chorus Girl Wife, regia di Ashley Miller - cortometraggio (1914)
- The Last of the Hargroves , regia di John H. Collins - cortometraggio (1914)
- Who Goes There?, regia di Ashley Miller - cortometraggio (1914)
- On Christmas Eve - cortometraggio (1914)
- Olive Is Dismissed, regia di Richard Ridgely - cortometraggio (1914)
- The Active Life of Dolly of the Dailies, regia di Walter Edwin - serial cinematografico (1914)
- United in Danger, regia di Ashley Miller - cortometraggio (1914)
- The Banker's Double, regia di Langdon West - cortometraggio (1915)
- Olive's Greatest Opportunity, regia di Richard Ridgely - cortometraggio (1915)
- On the Stroke of Twelve, regia di John H. Collins - cortometraggio (1915)
- The Master Mummer - cortometraggio (1915)
- In the Shadow of Death - cortometraggio (1915)
- The House of the Lost Court, regia di Charles Brabin (1915)
- With Bridges Burned, regia di Ashley Miller - cortometraggio (1915)
- The Corporal's Daughter, regia di Will Louis - cortometraggio (1915)
- On Dangerous Paths, regia di John H. Collins - mediometraggio (1915)
- The King of the Wire, regia di Ashley Miller - cortometraggio (1915)
- On the Wrong Track, regia di Harry Beaumont - cortometraggio (1915)
- What Happened on the Barbuda, regia di Langdon West - cortometraggio (1915)
- The Ploughshare, regia di John H. Collins - mediometraggio (1915)
- The Magic Skin, regia di Richard Ridgely (1915)
- The Magistrate's Story, regia di Langdon West - cortometraggio (1915)
- The Destroying Angel, regia di Richard Ridgely (1915)